# Bardócz Árpád (festőművész)
Bardócz Árpád, 1904-ig Roth Árpád (Budapest, 1882. október 27. – Budapest, Józsefváros, 1938. december 10.) festőművész, grafikus. 

## Élete
Roth Manó (1844–1921) kassai születésű ügynök és Roth Berta (1855–1923) fia. Tanulmányait a budapesti Iparművészeti Iskolában végezte, ahol Prenoszil Sándor és Pap Henrik növendéke volt. Ezt követően Münchenben, Párizsban, Hollandiában és Norvégiában tanult. 1911–13-ban megrajzolta a Politikai Magyarország című kiadvány ezer illusztrációját. Az első világháború harctéri élményeiből naturalista stílusú munkái születtek. 1917-ben jelent meg Toporentz 1914–16 című kőrajzalbuma. A Magyarországi Tanácsköztársaság idején plakátokat és újságrajzokat készített. Ugyanebben az évben, majd 1924-ben és 1932-ben gyűjteményes kiállításokat rendezett a Nemzeti Szalonban. 1933–34-es egyiptomi utazása során az alexandriai Al-Moassat Kórház királytermébe freskót festett. Több hazai és külföldi díjat nyert. A Magyar Irodalmi és Művészeti Szövetség elnöke, a Munkácsy-céh tagja volt. Művei közül több a Magyar Nemzeti Galéria gyűjteményében található. Halálát agydaganat okozta.
A Rákoskeresztúri köztemetőben helyezték végső nyugalomra.

## Főbb kiállításai

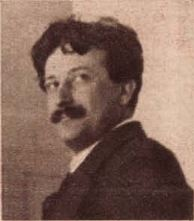
1925 körül

### Önálló
- Nemzeti Szalon (Budapest, 1917; 1924; 1932)
- Fészek Művészklub (Budapest, 1931)
- Egyiptomi képek. Fränkel Szalon (Budapest, 1935)

### Csoportos
- Akvarell-, pasztellfestők és grafikusok egyesülete. Műcsarnok (Budapest, 1912)
- Sajtóhadiszállás kiállítása. Nemzeti Szalon (Budapest, 1916)
- Tavaszi Tárlat. Nemzeti Szalon (Budapest, 1917)
- Magyar akvarellisták és pasztellfestők. Nemzeti Szalon (Budapest, 1919)
- OMIT grafikai csoport, jubiláris kiállítása. Régi Műcsarnok (Budapest, 1925)
- Das internationale Plakat. (München, 1929)
- Országos Magyar Tárlat plakátművészeti részlege. Új Művészház (Budapest, 1929)
- Munkácsy-céh kiállításai. Ernst Múzeum (Budapest, 1929; 1930)
- Magyar plakáttörténeti kiállítás. Műcsarnok (Budapest, 1960)
- 100+1 éves a magyar plakát. Műcsarnok (Budapest, 1986)